# Bokermannohyla claresignata
Espèce
Synonymes
- Hyla claresignata Lutz & Lutz, 1939

Statut de conservation UICN

 DD  : Données insuffisantes
Bokermannohyla claresignata est une espèce d'amphibiens de la famille des Hylidae.

## Répartition
Cette espèce est endémique du Brésil. Elle se rencontre entre 800 et 1 200 m d'altitude dans la Serra do Mar dans l'État de Rio de Janeiro et à l'extrême Est de État de São Paulo. 
Les enregistrements de l'État du Paraná sont incorrects, et ceux d'Argentine ont été finalement attribués à Hypsiboas semiguttatus.

## Publication originale
- Lutz & Lutz, 1939 : New hylidae from Brazil, Hylideos Novos do Brasil. Anais da Academia Brasileira de Ciências, vol. 11, no 1, p. 67-89.